# Герб Варвинського району
Герб Ва́рвинського райо́ну — офіційний символ Варвинського району Чернігівської області, затверджений 29 січня 2004 року рішенням Варвинської районної ради.

## Опис
Зелене вістря ділить щит на лазурову і золоту частини. На першому полі золотий стилізований колосок; на другому полі чорна нафтова вишка; на вістрі золотий лапчастий хрест, навколо якого чотири лазурові зірки (вгорі — дві менші шестипроменеві, знизу — дві більші семипроменеві), під хрестом і зірками зображено червоне серце, з боків під яким по дві лазурових нитяних хвилястих укорочених балки.
Комп'ютерна графіка — К. М. Богатов.